# Terje Carlsson
Terje Mattias Carlsson, född 9 maj 1974 i Varola församling i dåvarande Skaraborgs län, är frilansjournalist och dokumentärfilmare.
Carlsson har under flera år haft Jerusalem som bas och gjort reportage och dokumentärer som sänts i bland annat Sveriges Radio  och Sveriges Television. Han har varit programledare och producent för SR P3 Transit och gjort flera reportage för SVT-program som Packat & Klart, Uppdrag granskning, Mediemagasinet och Faktum.
2007 regisserade och producerade han dokumentärfilmen Välkommen till Hebron , som visades på SVT i februari 2008.
2010 regisserade han Israel vs Israel, som en andra dokumentär om Israel-Palestina-konflikten. Filmen har vunnit prestigefyllda priser av al-Jazira och turkiska TRT.
Under åren 2014–2015 var han huvudredaktör för SVT:s debattsajt SVT Debatt, som sedan bytte namn till SVT Opinion.
2013 blev Carlsson ordförande i den ideella Föreningen Grävande Journalister. Han fick lämna föreningen 2017 efter att ha lagt fram ett kontroversiellt förslag om att han skulle avlönas som ordförande. I ett snabbt, extrainsatt årsmöte skulle beslutet tas, men röstades ner efter en intensiv debatt. 
I juli 2016 tillträdde han som formell chefredaktör för nyutgåvan av Göteborgs Handels- och Sjöfartstidning, ett uppdrag han lämnade efter att bara ett nummer publicerats. Terje Carlsson arbetar numera som frilansjournalist.